# Femke Dekker
Femke Dekker, nizozemska veslačica, * 11. julij 1979, Leiderdorp.

## Športna kariera
Veslati je začela leta 1993, njen prvi mednarodni nastop pa je sledil leta 1995, ko je v dvojnem dvojcu s Christel Rijnten na mladinskem svetovnem prvenstvu v poljskem Poznańu osvojila bronasto medaljo. Naslednje leto je v nizozemskem četvercu brez krmarja osvojila naslov mladinske svetovne prvakinje v Glasgowu. Njene takratne soveslačice so bile Christel Rijnten, Karin Klinge in Maartje Breeman. Leta1997 je nastopila v enojcu in bila peta na mladinskem svetovnem prvenstvu v Hazewinklu. Tudi leta 1998 je nastopala v enojcu in je v Pokalu narodov osvojila bronasto medaljo. Leta 1999 se je v dvojnem dvojcu pridružila Annemieke Klaren, vendar čoln ni dosegel pričakovanih rezultatov.
Leta 2000 se je z Marloes Bolman uspela kvalificirati na Poletne olimpijske igre 2000 v Sydneyju. Njun dvojec brez krmarja je tam osvojil 10. mesto. Leta 2001 se je pridružila nizozemskemu četvercu in s soveslačicami Anneke Venema, Hurnet Dekkers in Carin ter Beek osvojila četrto in peto mesto na tekmah Svetovnega pokala v Sevilli in Münchnu. Na Svetovnem prvenstvu v Luzernu je osvojila bronasto medaljo v četvercu brez krmarja. Leto 2002 za Dekkerjevo ni bilo uspešno, saj je na tekmah svetovnega pokala nizozemski četverec v zasedbi Dekker, Marlies Smulders, Nienke Hommes in Melina Bus osvojil le dve četrti mesti, na Svetovnem prvenstvu pa je čoln osvojil osmo mesto. Leta 2003 je nastopala v dvojnem dvojcu skupaj s Froukje Wegman. Čoln je razočaral, saj se v celi sezoni ni niti enkrat uvrstil v finale A. Zaradi tega neuspeha se je Dekkerjva v sezoni 2004 osredotočila na nastopanje v enojcu. Na tekmah Svetovnega pokala je osvojila peto in tretje mesto ter se uspela kvalificirati na Poletne olimpijske igre 2004 v Atenah. Tam je osvojila 10. mesto.
Leta 2005 je zasedla mesto v novo ustanovljenem osmercu. Posadko so sestavljale Dekker, Sanne Beukers, Nienke Hommes, Hurnet Dekkers, Annemarieke van Rumpt, Laura Posthuma, Annemiek de Haan, Helen Tanger in krmarka Ester Workel. Čolnu je uspelo osvojiti drugo mesto na prvi tekmi Svetovnega pokala 2005 v Münchnu. Tudi, ko je Marlies Smulders zamenjala Hommesovo je čoln v Luzernu osvojil drugo mesto. Hommesova se je v posadko vrnila za Svetovno prvenstvo, Beukersovo pa je zamenjala Nienke Dekkers. Posadka je na prvenstvu osvojila bron. Sezono 2006 je Dekkerjeva nadaljevala v osmercu, na Svetovnem prvenstvu v Etonu pa je nastopila v četvercu brez krmarja s soveslačicami Nienke Posthuma, Nienke Kingma in Roline Repelaer van Driel. Čoln je osvojil peto mesto.
V osmerec se je vrnila za sezono 2007, čoln pa je na tekmah svetovnega pokala v Linzu in Luzernu osvojil tretje mesto. Na tekmi v Amsterdamu je osmerec v zasedbi Dekker, Jacobine Veenhoven, Smulders, Hurnet Dekkers, Van Rumpt, Repelaer van Driel, Sarah Siegelaar, De Haan in Workel osvojil prvo mesto. Na Svetovnem prvenstvu v Münchnu pa se osmerec ni uspel uvrstiti v finale A in je zasedel sedmo mesto. Leta 2008 se je osmerec poskušal kvalificirati na Olimpijske igre. Na prvi tekmi sezone je Veenhovnovo zamenjala Nienke Dekkers, Hurnet Dekkersovo pa je zamenjala Nienke Kingma. Čoln je zasedel četrto mesto. Na drugi tekmi sezone v Luzernu je Helen Tanger zamenjala Nienke Dekkers, čoln pa je spet osvojil četrto mesto in se s tem uspel uvrstiti na Olimpijske igre, kjer je osvojil srebrno medaljo.